# 優工社
株式会社優工社（ゆうこうしゃ）は東京都墨田区に本社を置く塗装会社である。茨城県小美玉市やフィリピンに工場を持つ。

## 沿革
- 1932年4月　現住所で神尾義成操業開始。
- 1952年4月　株式会社優工社設立。主にホック、ボタンを塗装。
- 1989年3月　シリコンゴムへの塗装が東京都中小企業新技術開発事業に認定。
- 1992年2月　茨城工場創業開始。電子部品を中心とした塗装工場。
- 1997年4月　YUKOSHA PHILIPPINES INC.創業開始。塗装専業者としては業界初の海外工場。(フィリピン工場)
- 2005年2月　「すみだが元気になるものづくり企業大賞」受賞。
- 2008年11月　東京都中小企業振興公社　第4回伝統的工芸品チャレンジ大賞奨励賞受賞。

## 主な取材
- 2008年7月　日経産業新聞　ものづくり紀行
- 2010年5月　テレビ東京　アド街ック天国　八広

## その他
2012年5月22日に、すみだ地域ブランド推進協議会より「実はすみだが、支えてる」に選ばれ、以降作業風景がスカイツリーのソラマチにて流れている。